# Elizabeth van Bleeck
Elizabeth van Bleeck (getauft am 21. April 1684 in Den Haag; begraben am 17. April 1751 in Amsterdam) war eine niederländische Schauspielerin.

## Leben
Elizabeth van Bleeck wurde am 21. April 1684 in Den Haag getauft. Sie war das dritte Kind von Joannes van Bleeck und Amarentia Godry. Sie hatte einen Bruder und drei Schwestern, darunter Barbara van Bleeck. Es ist über ihre Eltern weiter nichts bekannt. Vermutlich gehörte ihr Vater zu einer aus Antwerpen stammenden Theaterfamilie. 
Sie wurde in der französischen Kapelle in Den Haag römisch-katholisch getauft, wo eine der Taufzeugen eine gewisse Elizabeth Maria Sammers war, möglicherweise eine Verwandte der Schauspielerin Alida Sammers. Es ist ungewiss, ob die Schauspielerin Anna Maria van Bleeck eine Schwester Elisabeths war. Auch ist unbekannt, wo sie den Schauspieler Jan de Bryn aus der Truppe von Jacob van Rijndorp heiratete. Die Hochzeit kann um 1708 in Zwolle stattgefunden haben. Dort wurde ihre Tochter Anna Maria de Bruyn geboren. Aus der Ehe gingen mindestens vier Söhne und zwei Töchter hervor.
Ebenfalls unbekannt ist der Geburtsort und das Geburtsjahr ihres Sohnes Jan (gestorben vor 1746), der die Schauspielerin Anna Bokan heiratete. Im Jahr 1714 war Elizabeth van Bleeck in Den Haag, wo sie mit ihrem Mann in der Gesellschaft von Jacob van Rijndorp spielte. Zu dieser Gruppe gehörten auch Willem van Hooft, der spätere Ehemann ihrer Schwester Barbara, und Adriana van Tongeren. In Den Haag bekamen Elizabeth und Jan drei weitere Kinder: Jacobus (1714), Cornelis (1715) und Amarentia (1719). Cornelis ist wahrscheinlich jung gestorben.
Elizabeth van Bleeck erhielt 1719 an der Stadsschouwburg Amsterdam ein Engagement. Dort trat sie zusammen mit ihrem Mann und ihren beiden ältesten Kindern Anna Maria und Jan, für ein gemeinsames Aufführungshonorar von sieben Gulden pro Vorstellung, auf. 1722 wurde in Amsterdam ein weiterer Sohn geboren und auf den Namen Cornelis getauft. Später heiratete er die Schauspielerin Anna Bokan, die Witwe seines Bruders Jan. Ihr Mann leitete 1723 die reisende Sommertruppe der Amsterdamer Schauspieler, und so war sie 1723 erneut in Zwolle. Ihr gemeinsames Schauspielgehalt pro Vorstellung als Familie wurde 1727 auf 9 Gulden pro Vorstellung erhöht, „sofern die Tochter alle Rollen spielt“, doch 1730 verdienten Elisabeth, ihr Mann und Sohn Jan gemeinsam sechs Gulden. Die Familie hatte keinen guten Ruf, über ihren Mann wurde gesagt, dass er zu viel getrunken habe und ihr Sohn wurde als Betrüger beschrieben. Sie erhielt 1738 einen eigenen Vertrag über 3,5 Gulden, 1742 wurde er auf drei Gulden reduziert. Diese Beträge legen nahe, dass sie keine große Schauspielerin war.
Ihre Schwester lebte mit ihrer Familie in Amsterdam vermutlich in ihrem Haus. In den Aufzeichnungen findet sich, dass Barbaras Ehemann 1724 im Haus seines Schwagers verstorben sei. Im Jahr 1738 spielte Elizabeth van Bleeck die Rolle der Toezicht in Eeuwgetyde, einem allegorischen Stück, das Jan de Marre anlässlich des 100-jährigen Jubiläums des Amsterdamer Theaters schrieb. Ihre weitere Bühnenkarriere ist unbekannt. Es ist auch nicht bekannt, wann ihr Mann starb, aber Anfang 1749, als sie Zeuge der Taufe ihres Enkels wurde, wurde sie als Witwe bezeichnet. Sie zog später in das Haus ihrer Schwester. Elizabeth van Bleeck starb 1751. Sie wurde am 17. April desselben Jahres in der Westerkerk beigesetzt.